# Rick Lynch

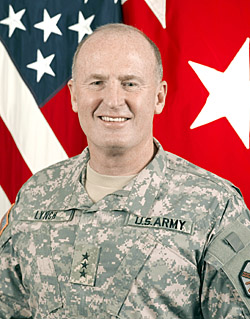
Rick Lynch

Rick Lynch (* um 1955) ist ein pensionierter Generalleutnant der United States Army. Er war unter anderem Kommandeur der 3. Infanteriedivision, des III. Korps und des United States Army Installation Management Commands (IMCOM).
In den Jahren 1973 bis 1977 durchlief Lynch die United States Military Academy in West Point. Nach seiner Graduation wurde er als Leutnant den Pionieren zugeteilt. In der Armee durchlief er anschließend alle Offiziersränge vom Leutnant bis zum Drei-Sterne-General.
In seinen jüngeren Jahren absolvierte er den für Offiziere in den niederen Rangstufen üblichen Dienst in verschiedenen Einheiten und Standorten. Er kommandierte Pioniereinheiten auf Kompanieebene und wechselte dann zu den Panzertruppen. In der Folge kommandierte er militärische Einheiten auf fast allen Ebenen.
Im Jahr 2001 erreichte er mit seiner Beförderung zum Brigadegeneral die Generalsränge. Danach war er Stabsoffizier bei der 4. Infanteriedivision, Stabschef im Hauptquartier der KFOR-Truppen im Kosovo und Leiter der Stabsabteilung J3 für Operationen beim Joint Force Command in Neapel. In den Jahren 2005 und 2006 war Lynch im Irak stationiert, wo er Stabsmitglied im Hauptquartier der amerikanischen Truppen und Sprecher der dortigen multinationalen Einsatzkräfte war.
Von 2006 bis 2008 kommandierte er die 3. Infanteriedivision die im Jahr 2007 zum  dritten Mal in den Irak versetzt wurde, wo sie Teil der von Präsident George W. Bush angeordneten Truppenverstärkung war. Nach dem Ende dieses Kommandos wurde Lynch nach Fort Hood dem heutigen Fort Cavazos in Texas versetzt, wo er als Nachfolger von Raymond T. Odierno das Kommando über das dort ansässige III. Korps übernahm. Nachdem er dieses Kommando im Jahr 2009 an seinen Nachfolger Robert W. Cone übergeben hatte, wurde er zum neuen Kommandeur des IMCOM ernannt, dessen Hauptquartier sich in Fort Sam Houston in Texas befindet. Dieses Kommando bekleidete er zwischen dem 2. November 2009 und dem 17. November 2011.
Nach seiner Pensionierung arbeitete Lynch in leitender Position für die University of Texas at Arlington. Zudem gründete er seine Firma RLynch Enterprises, deren Vorstandschef er ist. Er tritt gelegentlich als Gastredner auf und verfasste das Buch Adapt or Die.